# Jason Spevack
Jason Spevack (* 4. Juli 1997 in Toronto, Ontario) ist ein kanadischer Schauspieler. Er besitzt neben der kanadischen Staatsbürgerschaft auch die der USA.

## Leben und Karriere
Jason Spevack wurde 1997 in Toronto in der kanadischen Provinz Ontario geboren. Seine Schauspielkarriere begann er bereits im Alter von fünf Jahren, als er in verschiedenen Werbespots zu sehen war. Sein Debüt als Schauspieler gab er im Alter von sechs Jahren in den Kurzfilmen The School, Terminal Venus und Stalker. 2004 spielte er an der Seite von Joey Lawrence und Maggie Lawson im Fernsehfilm Love Rules – Verliebt, verlobt, verstritten, der auf ABC Family ausgestrahlt wurde, mit. Es folgte mit A Very Married Christmas – Liebesgrüße vom Weihnachtsmann ein weiterer Auftritt in einem Fernsehfilm, sowie zwei Gastauftritte in der kanadischen Krimiserie 72 Hours: True Crime. 2005 spielte er unter anderem im Mockumentaryfilm The Life and Hard Times of Guy Terrifico, in Peter und Bobby Farrellys Filmkomödie Ein Mann für eine Saison, in der vierten Episode der dritten Staffel von Missing – Verzweifelt gesucht und im  Weihnachtsfernsehfilm Crazy for Christmas mit. 2006 konnte er die Rolle des Kenneth Giles im Neo-Noir-Film Die Hollywood-Verschwörung ergattern. Es folgten kurze Auftritte in Fernsehserien, darunter Instant Star, ReGenesis und Mercer Report. 2007 war er im Film The Stone Angel als jüngerer Marvin zu sehen. In Sunshine Cleaning spielt er Oscar Lorkowski, einen kleinen Jungen der von der Schule fliegt. Dafür erhielt er eine Nominierung für den Young Artist Award in der Kategorie Bester Nebendarsteller in einem Spielfilm.
2009 hatte er einen Gastauftritt in der Jugendserie Jared ’Coop’ Cooper – Highschoolanwalt als Noah und im Folgejahr eine Hauptrolle als Howie Kemp, dem Freund der Hauptfigur Ramona Quimby, gespielt von Joey King, in Schwesterherzen – Ramonas wilde Welt. 2010 erhielt er die Synchronrolle des zehn Jahre alten Daniel „Dan“ Henderson in der Kinderserie Dino Dan. Für diese Rolle konnte er zusammen mit der restlichen Besetzung einen Young Artist Award als Herausragende Besetzung in einer Fernsehserie gewinnen, und Spevack wurde ebenfalls in der Kategorie Bester Hauptdarsteller in einer Fernsehserie nominiert.  Daneben hatte er 2011 zwei Gastauftritte in der Mysteryserie Being Human, einer US-amerikanisch-kanadischen Adaption der gleichnamigen britischen Serie. 2012 war er in Jesus Henry Christ in der Rolle des Hauptcharakters Henry James Hermin, einem zehnjährigen Jungen der auf der Suche nach seinem biologischen Vater ist, zu sehen.

## Filmografie (Auswahl)
- 2003: The School (Kurzfilm)
- 2003: Terminal Venus (Kurzfilm)
- 2003: Stalker (Kurzfilm)
- 2004: Love Rules – Verliebt, verlobt, verstritten (Love Rules, Fernsehfilm)
- 2004: A Very Married Christmas – Liebesgrüße vom Weihnachtsmann (A Very Married Christmas, Fernsehfilm)
- 2004: 72 Hours: True Crime (Fernsehserie, 2 Episoden)
- 2005: The Life and Hard Times of Guy Terrifico
- 2005: Deine, meine, unsere Kinder (I Do, They Don’t, Fernsehfilm)
- 2005: Ein Mann für eine Saison (Fever Pitch)
- 2005: Missing – Verzweifelt gesucht (Missing, Fernsehserie, Episode 3x04)
- 2005: Crazy for Christmas (Fernsehfilm)
- 2005: This Is Wonderland (Fernsehserie, 2 Episoden)
- 2006: Die Hollywood-Verschwörung (Hollywoodland)
- 2006: Molly: An American Girl on the Home Front (Fernsehfilm)
- 2006: Instant Star (Fernsehserie, Episode 3x09)
- 2006: ReGenesis (Fernsehserie, Episode 3x05)
- 2007: The Stone Angel
- 2007–2010: Mercer Report (Fernsehserie, 5 Episoden)
- 2008: Sunshine Cleaning
- 2009: Jared ’Coop’ Cooper – Highschoolanwalt (Overruled!, Fernsehserie, Episode 2x08)
- 2010: Schwesterherzen – Ramonas wilde Welt (Ramona and Beezus)
- seit 2010: Dino Dan (Fernsehserie)
- 2011: Being Human (Fernsehserie, 2 Episoden)
- 2011: Murdoch Mysteries (Fernsehserie, Episode 4x08)
- 2011: R.L. Stine’s The Haunting Hour (Fernsehserie, Episode 1x07)
- 2011: Oliver Bump’s Birthday
- 2012: Jesus Henry Christ

## Auszeichnungen und Nominierungen
| Jahr | Auszeichnung       | Für                            | Kategorie                                                          | Resultat  |
| ---- | ------------------ | ------------------------------ | ------------------------------------------------------------------ | --------- |
| 2010 | Young Artist Award | Sunshine Cleaning              | Best Performance in a Feature Film – Supporting Young Actor        | Nominiert |
| 2011 | Young Artist Award | Dino Dan                       | Outstanding Young Ensemble in a TV Series                          | Gewonnen  |
| 2011 | Young Artist Award | Dino Dan                       | Best Performance in a TV Series – Leading Young Actor              | Nominiert |
| 2012 | Young Artist Award | Oliver Bump’s Birthday         | Best Performance in a Short Film – Young Actor                     | Nominiert |
| 2012 | Young Artist Award | R.L. Stine’s The Haunting Hour | Best Performance in a TV Series – Guest Starring Young Actor 11–13 | Nominiert |